# 446
446 (CDXLVI) je bilo navadno leto, ki se je po julijanskem koledarju začelo na torek.

## Dogodki
- 1. januar

## Smrti
- 23. januar - Fan Je, kitajski zgodovinar in politik (* 389)